# Assedio di Gibilterra (1436)
L'assedio di Gibilterra del 1436, anche noto come settimo assedio di Gibilterra, fu un tentativo fallito compiuto dal nobile di Castiglia Enrique de Guzmán di sottrarre la roccaforte di Gibilterra ai Mori. Nel corso dei combattimenti, perse la vita annegando e suo figlio, anch'egli presente alla battaglia, non poté fare alcunché per salvarlo.

## Contesto storico
Gibilterra tornò sotto il controllo del Sultanato di Granada dopo che l'occupazione da parte della Castiglia nel 1309-1333 si concluse con il successo del terzo assedio di Gibilterra.
Nel 1411 Gibilterra fu brevemente occupata dal re di Fès, o del Marocco; Yusuf III, sultano di Granada, reagì rapidamente alla notizia dell'azione marocchina, 
portando le truppe e conducendo un breve assedio dopo il quale riprese il controllo della posizione. Questo fallimento portò alla deposizione del re di Fès, il cui assassinio avvenne per mano di alcuni nobili che erano insoddisfatti della situazione a Gibilterra. I Mori sfruttarono l'estrema penisola della Spagna come testa di ponte da cui razziare la regione straniera circostante, dove tra l'altro Enrique de Guzman possedeva grandi feudi, e costrinsero i pescatori locali ad abbandonare la fruttuosa pesca del tonno.

## L'assedio

### Preparativi
Enrique de Guzman desiderava arrestare le incursioni nemiche ed era anche motivato a conquistare fama agli occhi della Spagna riprendendo possesso della città che il suo antenato Alonso Pérez de Guzmán, fondatore della sua nobile casata, aveva conquistato per la prima volta nel 1309. Nel 1436, Enrique de Guzman riuscì a radunare un grande allestimento di cavalieri provenienti da Cordova, Écija e Xeres con tanto di imbarcazioni, provviste e soldati. A suo figlio, Juan de Niebla, affidò il comando dell'esercito di terra, il quale contava 2 000 cavalieri e un gran numero di fanti. Fu pianificato un attacco su due fronti: le forze di terra dovevano arrivare da nord e prendere il castello e le colline, mentre la flotta avrebbe dovuto sbarcare sulle cosiddette "Sabbie Rosse" a ovest della rocca per poi dirigersi verso la città.

### Schieramento delle forze
I Mori avevano ricevuto l'avviso dell'attacco previsto e si erano preparati per affrontarlo avendo ottenuto rifornimenti e truppe aggiuntive da Grenada e dal Marocco; inoltre, avevano rafforzato notevolmente le fortificazioni nella zona delle "Sabbie Rosse". I cristiani non erano consapevoli dello stato di preparazione dei Mori, ragion per cui Enrique Pérez de Guzmán diresse personalmente il gruppo di imbarcazioni verso le "Sabbie Rosse". Dal canto loro, i musulmani non fecero nulla per impedire lo sbarco dei propri nemici, che videro le barche che li avevano lasciati tornare a ridosso della flotta. Gli attaccanti si trovarono su una spiaggia che separava il mare e un alto muro di pietra. Dato che la marea si stava alzando, riducendo la spiaggia a una striscia stretta, i Mori fecero piovere sassi e frecce dall'alto.
De Guzman, che si preoccupava dei cannoni della sua nave, fu avvertito del massacro dei suoi uomini che nel frattempo si stava consumando a terra. De Guzman si recò con una delle imbarcazioni verso la costa per tentare di salvare le forze spagnole con vari rinforzi. Quando coloro che cercarono di fuggire salirono a bordo, la barca si rovesciò per il peso e affondò, con il risultato che De Guzman e quaranta cavalieri morirono annegati. Juan de Guzman aveva scoperto che il castello non poteva essere espugnato da nord, ragion per cui si stava preparando a trasferire i suoi uomini in aiuto del padre quando venne a sapere del disastro. Al comando di forze demoralizzate e incerto sul da farsi, Juan de Guzman scelse di abbandonare l'assedio.

## Conseguenze
I Mori trovarono il corpo di Enrique de Guzman, lo misero in una cesta e lo appesero a una delle torrette del castello a mo' di trofeo. Nel 1445, il re Giovanni II di Castiglia nominò Juan de Guzman duca di Medina Sidonia; questi avrebbe alla fine catturato Gibilterra nell'ambito dell'ottavo assedio di Gibilterra, avvenuto nel 1462. Solo allora, nonostante le numerose offerte precedenti avanzate dai cristiani per riscattare il corpo, i resti del padre poterono essere recuperati e collocati in una cappella della Calahorra nel castello. Una delle porte di Gibilterra deve il nome alla barcina, o cesto di vimini, in cui erano esposte pubblicamente le spoglie di de Guzman.

### Esplicative
1. ↑  Diversi cronisti spagnoli affermano che l'attacco a Gibilterra avvenne nel 1436. Tuttavia Pero Tafur, una fonte generalmente affidabile che partecipò all'attacco, riferisce che avvenne alla fine del 1435. Il re Giovanni II di Castiglia venne a conoscenza del fallito attacco solo nel 1436: Hills (1974), pp. 89-90.

### Bibliografiche
1. ↑  Sayer (1865), p. 22.
2. ↑  Sayer (1865), pp. 53-54.
3. ↑  Stephens (1873), p. 172.
4. 1 2 3  Sayer (1865), p. 55.
5. ↑  López de Ayala (1845), p. 88.
6. ↑  Sayer (1865), p. 56.
7. ↑  López de Ayala (1845), p. 89.
8. ↑  Sayer (1865), p. 57.
9. ↑  Sayer (1865), p. 58.
10. 1 2  Sayer (1865), p. 59.
11. ↑  Pierson (1989), p. 9.
12. ↑  López de Ayala (1845), pp. 89-90.
13. ↑  Abulafia (2011), p. 398.